# Steve Wahrer
Steve Wahrer (1943-1989) est un batteur de rockabilly américain.

## Biographie
Il vient de Minneapolis au Minnesota. En 1962 il crée le groupe The Trashmen avec Dal Winslow à la guitare, Tony Andreason et Bob Reed à la basse. Il devient célèbre avec un show télévisé lors de sa prestation quand il chante "Surfin' Bird" qui deviendra 3e au hit parade américain.
Il meurt en 1989 à l'âge de 47 ans.

## Discographie
| Année | Album                                                    | Label               | Remarque     | US 200 |
| ----- | -------------------------------------------------------- | ------------------- | ------------ | ------ |
| 1965  | Bird Dance Beat                                          | Garrett             | Soma (1996±) |        |
| 1989  | Comic Book Collector                                     | NPR                 |              |        |
| 1990  | Live Bird '65–'67                                        | Sundazed            |              |        |
| 1992  | Tube City!: The Best of the Trashmen                     | Sundazed            |              |        |
| 1994  | The Great Lost Trashmen Album                            | Sundazed            |              |        |
| 1998  | Bird Call!: The Twin City Stomp of the Trashmen          | Sundazed            | 4-CD box set |        |
| 2009  | Teen Trot: Live At Ellsworth, WI, August 22, 1965        | Sundazed            |              |        |
| 2014  | Deke Dickerson and the Trashmen: Bringing Back the Trash | Major Label Records |              |        |